# Gueñes
Gueñes város Spanyolországban,  Bizkaia tartományban. Gueñes Alonsotegi, Okondo, Zalla, Gordexola, Arrankudiaga, Galdames, Barakaldo és Sopuerta községekkel határos. Lakosainak száma 6771 fő (2024).

## Népesség
A település népessége az utóbbi években az alábbiak szerint változott:
| Lakosok száma | 5887 | 6061 | 6204 | 6349 | 6483 | 6535 | 6686 | 6734 | 6737 | 6771 |
|               | 2001 | 2004 | 2007 | 2009 | 2012 | 2014 | 2017 | 2019 | 2022 | 2024 |